# Сенча (Полтавская область)
Сенча́ (укр. Сенча) — село, Сенчанская сельская община, Миргородский район, Полтавская область, Украина.
Является административным центром Сенчанской сельской общины, в которую, кроме того, входят ещё 22 села.

## Географическое положение
Село Сенча находится на берегах реки Сула, выше по течению на расстоянии в 2,5 км расположено село Христановка, ниже по течению на расстоянии в 2 км расположено село Лучка. Река в этом месте извилистая, образует лиманы, старицы и заболоченные озёра.

## История
Близ Сенчи находятся археологические памятники: три городища (Замок, Никольская Горка и Сампсониев Остров) и ряд селищ. Помимо древнерусских напластований, здесь встретились материалы Раннего Средневековья. В раннепеньковском керамическом комплексе выявлены традиции киевского населения лесной зоны, продвинувшихся в гуннское время в лесостепь. Позднее здесь находился город, упоминаемый Никоновской летописью под 1097 годом как Синелец, а «Списком русских городов дальних и ближних» XV века как Синец. Он был центром Синецкой волости в составе Путивльского повета, занимавшей территорию по берегам Сулы и Хорола. Документы XVI века упоминают среди рек Синецкой волости Лохвицу и Сулицу.
В 1607 году Сенча упоминается как одно из селений Киевского воеводства. В 1614 году «литовский город Синеч» был взят и сожжён русским отрядом во главе с Юрием Беззубцевым.
Позднее город возродился как село, известное с конца XVII века своими большими ярмарками.
Население по переписи 2001 года составляло 3037 человек.

## Экономика
- Молочно-товарная, птице-товарная и свино-товарная фермы.
- «Сенча», ООО.
- Производство глиняного кирпича — «Сенчанский кирпичный завод».
- «Сенчанский газоперерабатывающий завод».

## Объекты социальной сферы
- Детский сад.
- Школа.
- Музыкальная школа.
- Клуб.
- Фельдшерско-акушерский пункт.

## Известные жители и уроженцы
- Гармаш Александр Андреевич — украинский советский ученый в области технологии строительного производства.
- Пироцкий Фёдор Аполлонович (1845—1898) — российский инженер и изобретатель.
- Труш Василий Иванович (1918—2001) — Герой Социалистического Труда.